# Championnat de Belgique de football 1971-1972
Navigation
Saison précédente Saison suivante
Le championnat de Belgique de football 1971-1972 est la 69e saison du championnat de première division belge.

## Clubs participants
Seize clubs prennent part à ce championnat, soit le même nombre que lors de l'édition précédente. Ceux dont le matricule est indiqué en gras existent toujours aujourd'hui.
| #  | Nom                                                  | Mat. | Ville                | Stades                       | Entraîneur                | En D1 depuis (série) | Total en D1 | Saison précédente |
| -- | ---------------------------------------------------- | ---- | -------------------- | ---------------------------- | ------------------------- | -------------------- | ----------- | ----------------- |
| 1  | Royal Sporting Club Anderlechtois                    | 35   | Anderlecht           | Stade Émile Versé            | Georg Kessler             | 1935-1936 (35e)      | 41e         | 3e                |
| 2  | Royal Antwerp Football Club                          | 1    | Deurne               | Bosuilstadion                | Pál Csernai               | 1970-1971 (2e)       | 66e         | 13e               |
| 3  | Koninklijke Beerschot Voetbal en Atletiek Vereniging | 13   | Anvers               | Kiel                         | András Béres              | 1907-1908 (56e)      | 62e         | 6e                |
| 4  | Sportkring Beveren-Waas                              | 2300 | Beveren              | Freethielstadion             | Ward Volckaert            | 1967-1968 (4e)       | 4e          | 5e                |
| 5  | Koninklijke Cercle Brugge Sportvereniging            | 12   | Bruges               | Edgard De Smedtstadion       | Urbain Braems             | 1971-1972 (1re)      | 43e         | Division 2 : 1er  |
| 6  | Royal Football Club Brugeois                         | 3    | Bruges               | De Klokke                    | Leo Canjels               | 1959-1960 (13e)      | 50e         | 2e                |
| 7  | Koninklijke Football Club Diest                      | 41   | Diest                | De Warande                   | André Bollen              | 1970-1971 (2e)       | 6e          | 14e               |
| 8  | Royal Football Club Liégeois                         | 4    | Rocourt              | Stade Vélodrome Oscar Flesch | Victor Wégria             | 1945-1946 (27e)      | 43e         | 11e               |
| 9  | Royal Standard Club Liège                            | 16   | Sclessin             | Stade de Sclessin            | René Hauss                | 1921-1922 (48e)      | 53e         | 1er               |
| 10 | Koninklijke Lierse Sportkring                        | 30   | Lierre               | Herman Vanderpoortenstadion  | Frans de Munck            | 1953-1954 (19e)      | 37e         | 4e                |
| 11 | Koninklijke Voetbalclub Mechelen                     | 25   | Malines              | Achter de Kazerne            | Staf Van den Bergh        | 1971-1972 (1re)      | 34e         | Division 2 : 2e   |
| 12 | Royal Racing White                                   | 47   | Woluwe-Saint-Lambert | Stade Fallon                 | Félix Week                | 1965-1966 (7e)       | 18e         | 5e                |
| 13 | Union Saint-Gilloise Société Royale                  | 10   | Saint-Gilles         | Stade Joseph Marien          | Guy Thys                  | 1967-1968 (4e)       | 57e         | 10e               |
| 14 | Koninklijke Sint-Truidense Voetbalverening           | 373  | Saint-Trond          | Stayenveld                   | Jean Claes                | 1957-1958 (15e)      | 15e         | 8e                |
| 15 | Royal Crossing Club Schaerbeek                       | 55   | Schaerbeek           | Stade du Parc Josaphat       | Omer Van Boxelaer         | 1967-1968 (3e)       | 3e          | 12e               |
| 16 | Koninklijke Sportvereniging Waregem                  | 4451 | Waregem              | Regenboogstadion             | Frédéric Chaves d'Aguilar | 1966-1967 (6e)       | 6e          | 9e                |

### Localisation des clubs
| Beerschot VAV Antwerp FC Lierse SK SK Beveren FC Brugeois CS Brugeois SV Waregem Bruxelles FC Diest Sint-Truidense VV FC Liégeois Standard CL KV Mechelen |

#### Localisation des clubs bruxellois
Les 4 cercles bruxellois sont :
(6) R. SC Anderlecht
(7) Union Saint-Gilloise SR
(12) R. Crossing Schaerbeek
(15) R. Racing White

## Résultats

### Résultats des rencontres
Avec seize clubs engagés, 240 matches sont au programme de la saison.
| Résultats (▼dom., ►ext.)                                   | AND | ANT | BEE | BEV | CSB | FCB | CRO | DIE | FCL | LIE | MEC | RRW | STA | STT | USG | WAR |
| R. SC Anderlechtois                                        |     | 3-2 | 2-1 | 3-1 | 1-0 | 1-1 | 5-0 | 8-1 | 4-0 | 4-0 | 1-1 | 1-1 | 1-1 | 5-1 | 6-0 | 2-1 |
| R. Antwerp FC                                              | 1-0 |     | 1-0 | 1-0 | 1-1 | 1-3 | 0-1 | 1-1 | 0-0 | 1-2 | 2-0 | 1-2 | 0-0 | 4-1 | 0-0 | 1-0 |
| K. Beerschot VAV                                           | 1-1 | 1-0 |     | 3-1 | 1-0 | 1-3 | 0-0 | 5-1 | 0-2 | 2-0 | 3-1 | 0-0 | 1-3 | 3-1 | 2-1 | 2-0 |
| SK Beveren-Waas                                            | 1-2 | 1-0 | 0-1 |     | 1-0 | 0-4 | 1-1 | 0-0 | 2-0 | 2-4 | 0-1 | 2-2 | 0-2 | 0-0 | 0-1 | 1-3 |
| K. Cercle Brugge SV                                        | 2-0 | 1-4 | 3-1 | 1-0 |     | 1-0 | 3-0 | 2-0 | 3-1 | 1-2 | 1-0 | 2-2 | 0-0 | 0-1 | 0-0 | 0-0 |
| R. FC Brugeois                                             | 0-2 | 1-1 | 2-0 | 6-1 | 1-1 |     | 1-0 | 5-0 | 3-1 | 3-0 | 1-0 | 2-0 | 0-0 | 3-1 | 3-2 | 3-1 |
| R. Crossing Schaerbeek                                     | 0-2 | 1-0 | 0-0 | 2-1 | 1-0 | 0-1 |     | 1-1 | 0-0 | 2-2 | 0-0 | 1-3 | 0-2 | 0-1 | 0-1 | 1-1 |
| K. FC Diest                                                | 0-1 | 2-1 | 1-0 | 2-3 | 0-1 | 1-2 | 1-1 |     | 2-1 | 0-0 | 1-0 | 1-1 | 1-0 | 1-0 | 0-3 | 3-1 |
| R. FC Liégeois                                             | 1-0 | 4-2 | 1-0 | 3-0 | 2-2 | 1-1 | 1-0 | 2-1 |     | 0-2 | 6-1 | 1-0 | 1-2 | 1-0 | 5-0 | 4-0 |
| K. Lierse SK                                               | 0-0 | 0-3 | 2-0 | 1-2 | 0-1 | 1-1 | 0-0 | 0-0 | 3-1 |     | 2-1 | 1-0 | 1-0 | 2-2 | 3-1 | 3-2 |
| KV Mechelen                                                | 2-3 | 2-2 | 4-0 | 1-0 | 1-0 | 1-2 | 1-1 | 1-1 | 4-0 | 2-2 |     | 1-0 | 0-0 | 1-1 | 2-0 | 2-0 |
| R. Racing White                                            | 1-1 | 1-0 | 4-1 | 3-0 | 0-1 | 1-1 | 0-0 | 0-2 | 5-0 | 1-0 | 0-0 |     | 2-1 | 1-1 | 4-1 | 1-0 |
| R. Standard CL                                             | 4-0 | 1-1 | 0-0 | 3-1 | 1-0 | 0-0 | 4-0 | 3-1 | 4-0 | 2-0 | 2-2 | 2-3 |     | 3-0 | 2-1 | 2-0 |
| K. Sint-Truidense VV                                       | 1-2 | 1-1 | 2-1 | 0-0 | 1-0 | 1-1 | 2-0 | 4-1 | 1-0 | 3-2 | 0-2 | 0-1 | 2-3 |     | 0-1 | 3-1 |
| Union Saint-Gilloise SR                                    | 0-2 | 1-0 | 1-0 | 0-0 | 1-1 | 1-3 | 0-2 | 1-1 | 2-1 | 2-0 | 0-1 | 3-1 | 1-1 | 1-0 |     | 0-0 |
| K. SV Waregem                                              | 0-4 | 2-0 | 2-3 | 2-0 | 1-2 | 1-0 | 1-2 | 2-0 | 3-0 | 3-1 | 0-0 | 1-2 | 1-1 | 1-1 | 0-0 |     |
| - Victoire à domicile - Match nul - Victoire à l'extérieur |     |     |     |     |     |     |     |     |     |     |     |     |     |     |     |     |

### Classement final
| Rang | Équipe                  | Pts | J  | G  | N  | P  | Bp | Bc | Diff |
| ---- | ----------------------- | --- | -- | -- | -- | -- | -- | -- | ---- |
| 1    | R. SC ANDERLECHTOIS C   | 45  | 30 | 19 | 7  | 4  | 67 | 25 | +42  |
| 2    | R. FC Brugeois          | 45  | 30 | 18 | 9  | 3  | 57 | 22 | +35  |
| 3    | R. Standard CL T F      | 41  | 30 | 15 | 11 | 4  | 48 | 19 | +29  |
| 4    | R. Racing White         | 36  | 30 | 13 | 10 | 7  | 42 | 28 | +14  |
| 5    | K. Cercle Brugge SV     | 32  | 30 | 12 | 8  | 10 | 30 | 24 | +6   |
| 6    | KV Mechelen             | 31  | 30 | 10 | 11 | 9  | 35 | 31 | +4   |
| 7    | K. Lierse SK            | 30  | 30 | 11 | 8  | 11 | 36 | 42 | -6   |
| 8    | R. FC Liégeois          | 28  | 30 | 12 | 4  | 14 | 41 | 47 | -6   |
| 9    | Union Saint-Gilloise SR | 28  | 30 | 10 | 8  | 12 | 26 | 40 | -14  |
| 10   | K. Beerschot VAV        | 27  | 30 | 11 | 5  | 14 | 33 | 39 | -6   |
| 11   | K. Sint-Truidense VV    | 26  | 30 | 9  | 8  | 13 | 31 | 42 | -11  |
| 12   | R.Antwerp FC            | 25  | 30 | 8  | 9  | 13 | 32 | 33 | -1   |
| 13   | K. FC Diest             | 25  | 30 | 8  | 9  | 13 | 27 | 50 | -23  |
| 14   | R. Crossing Schaerbeek  | 24  | 30 | 6  | 12 | 12 | 17 | 35 | -18  |
| 15   | K. SV Waregem           | 21  | 30 | 7  | 7  | 16 | 30 | 44 | -14  |
| 16   | SK Beveren-Waas         | 16  | 30 | 5  | 6  | 19 | 21 | 52 | -31  |

Légende
- Champion de Belgique 1972 et qualifié pour la « Coupe des clubs champions » la saison suivante
- Club qualifié pour la « Coupe des vainqueurs de coupe » la saison suivante
- Club qualifié pour la « Coupe UEFA » la saison suivante
- Club relégué pour la saison suivante

Abréviations
T : Tenant du titre 1971

C : Vainqueur de la Coupe de Belgique 1971-1972

F : Finaliste de la Coupe de Belgique 1971-1972

 : club promu de « Division 2 » depuis la saison précédente

### Meilleur buteur
Raoul Lambert (R. FC Brugeois) est sacré meilleur buteur avec 17 goals. Il est le 44e joueur belge différent à obtenir cette récompense.

#### Classement des buteurs
Le tableau ci-dessous reprend les quatorze meilleurs buteurs du championnat, soit les joueurs ayant inscrit dix buts ou plus durant la saison.
| #   | Pays | Joueur                 | Club                 | Buts | Matches joués |
| --- | ---- | ---------------------- | -------------------- | ---- | ------------- |
| 1.  |      | Raoul Lambert          | R. FC Brugeois       | 17   | 30            |
| 2.  |      | Jan Mulder             | R. SC Anderlechtois  | 16   | 28            |
| =.  |      | Jacques Teugels        | R. Racing White      | 16   | 29            |
| =.  |      | Robert Rensenbrink     | R. SC Anderlechtois  | 16   | 30            |
| 5.  |      | Paul Van Himst         | R. SC Anderlechtois  | 14   | 30            |
| 6.  |      | Silvester Takač        | R. Standard CL       | 12   | 25            |
| =.  |      | Inge Ejderstedt        | R. SC Anderlechtois  | 12   | 26            |
| =.  |      | Willy Vliegen          | R. FC Liégeois       | 12   | 30            |
| 9.  |      | Ľudovít Cvetler        | R. Standard CL       | 11   | 24            |
| =.  |      | Wietse Veenstra        | R. FC Brugeois       | 11   | 28            |
| =.  |      | Agustin Riveros Falcon | K. FC Diest          | 11   | 30            |
| 12. |      | Frans Vermeyen         | K. Lierse SK         | 10   | 24            |
| =.  |      | Odilon Polleunis       | K. Sint-Truidense VV | 10   | 29            |
| =.  |      | Benny Nielsen          | K. Cercle Brugge SV  | 10   | 30            |

## Parcours européens des clubs belges

### Parcours du Standard de Liège en Coupe des clubs champions
Au premier tour, le Standard de Liège élimine les nord-irlandais de Linfield assez facilement grâce à deux victoires 2-0 et 2-3. En huitièmes de finale, les Standardmen sont opposés au champion de Russie, le CSKA Moscou. Les russes remportent le match aller à domicile 1-0 mais les liégeois parviennent à retourner la situation au retour et l'emportent 2-0. En quarts de finale, ils héritent d'un ténor européen, l'Inter Milan. Battus 1-0 à San Siro au match aller, les « Rouches » s'imposent 2-1 au retour mais sont éliminés à cause de la règle des buts marqués à l'extérieur.

### Parcours du K. Beerschot VAV en Coupe des vainqueurs de coupe
Pour sa première participation à la Coupe des vainqueurs de coupe, le Beerschot bénéficie d'un tirage favorable au premier tour avec les chypriotes de l'Anorthosis Famagouste. Le club remporte les deux rencontres (7-0 et 1-0), disputées toutes deux à Anvers en raison de l'instabilité politique sur l'île. En huitièmes de finale, le sort ne sourit plus aux anversois qui tombent sur les est-allemands du Dynamo Berlin. Ils subissent deux défaites 3-1 et sont éliminés de la compétition.

### Parcours en Coupe UEFA
Trois clubs belges sont engagés dans cette première édition de la Coupe UEFA, qui prend le relais de la Coupe des villes de foires. Le Sporting Anderlechtois ne franchit pas le premier tour, éliminé par les italiens de Bologne (1-1 en déplacement et défaite 0-2 à domicile). Le R. FC Brugeois ne fait pas mieux, éliminé par le club yougoslave du Željezničar Sarajevo, la victoire 3-1 au retour ne comblant pas la défaite 3-0 du match aller. Pour l'anecdote, les deux clubs se rencontrent au tour suivant, Sarajevo éliminant Bologne après deux partages grâce aux buts inscrits en déplacement.
C'est le troisième club engagé, le Lierse, qui réalise les meilleures performances belges cette saison. Au premier tour, les lierrois tombent sur Leeds, vainqueur de la dernière édition de la Coupe des villes de foire. Les Anglais viennent s'imposer 0-2 au Stade Herman Vanderpoorten et débutent le match retour quasiment qualifiés. Pourtant, le Lierse va créer la sensation en s'imposant 0-4 à Elland Road. Cette défaite restera gravée pour longtemps dans les mémoires du club anglais, la phrase « « Always remember Lierse » » restant affichée pendant plusieurs années dans les travées du stade, afin de rappeler aux joueurs de ne jamais sous-estimer un adversaire. Au tour suivant, le club rencontre les norvégiens de Rosenborg. Ces derniers remportent la manche aller 4-1 dans leur stade Lerkendal mais une fois encore, les « Pallieters » renversent la situation au retour et s'imposent 3-0, leur permettant d'atteindre les huitièmes de finale.
Cette fois, c'est le PSV Eindhoven qui se dresse sur la route du Lierse. Les néerlandais remportent une courte victoire 1-0 à domicile lors du match aller mais au retour, les lierrois infligent un cinglant 4-0 à leurs hôtes. Ils atteignent ainsi les quarts de finale, où les attend le Milan AC. Les italiens s'imposent 2-0 à l'aller et viennent décrocher le partage un but partout au retour, signant l'élimination du clu belge. C'est encore aujourd'hui la meilleure performance européenne dans l'histoire du Lierse.

## Récapitulatif de la saison
- Champion : Royal Sporting Club Anderlechtois (15e titre)
- Première équipe à remporter quinze titres de champion de Belgique
- 37e titre pour la province de Brabant.

| Région flamande (9)             | Région flamande (9) | Province de Brabant (5)      | Province de Brabant (5) | Région wallonne (2)    | Région wallonne (2) |
| ------------------------------- | ------------------- | ---------------------------- | ----------------------- | ---------------------- | ------------------- |
| Province d'Anvers               | 4                   | Région de Bruxelles-Capitale | 4                       | Province de Hainaut    | 0                   |
| Province de Flandre-Occidentale | 3                   | Province du Brabant flamand  | 1                       | Province de Liège      | 2                   |
| Province de Flandre-Orientale   | 1                   | Province du Brabant wallon   | 0                       | Province de Luxembourg | 0                   |
| Province de Limbourg            | 1                   |                              |                         | Province de Namur      | 0                   |

1. ↑  Au niveau footballistique, la province de Brabant est toujours unitaire malgré sa partition territoriale en 1995.

### Admission et relégation
Le KSV Waregem et le SK Beveren-Waas sont relégués en Division 2 après respectivement six et quatre saisons disputées en première division. Ils sont remplacés la saison prochaine par deux anciens pensionnaires de l'élite, Beringen et Berchem Sport.

### Changement d'appellation
En fin de saison, le R. FC Brugeois (matricule 3) change son appellation et devient le Club Brugge Koninklijke Vereniging.

### Bilan de la saison
| Championnat de Belgique de football 1971-1972 |                                           |
| Champion                                      | R. SC Anderlechtois (15e titre)           |
| Dauphin                                       | R. FC Brugeois                            |
| Coupes et trophées                            |                                           |
| Vainqueur de la Coupe de Belgique 1971-1972   | R. SC Anderlechtois                       |
| Qualifications continentales                  |                                           |
| Coupe des clubs champions européens 1972-1973 | R. SC Anderlechtois (Seizièmes de finale) |
| Coupe des vainqueurs de coupe 1972-1973       | R. Standard CL (Seizièmes de finale)      |
| Coupe UEFA 1972-1973                          | R. FC Brugeois (Premier tour)             |
| Coupe UEFA 1972-1973                          | R. Racing White (Premier tour)            |
| Promotions et relégations                     |                                           |
| Promus en Division 1                          | K. Berchem Sport                          |
| Promus en Division 1                          | K. Beringen FC                            |
| Relégués en Division 2                        | SK Beveren-Waas                           |
| Relégués en Division 2                        | K. SV Waregem                             |